# Kevernburg (Adelsgeschlecht)

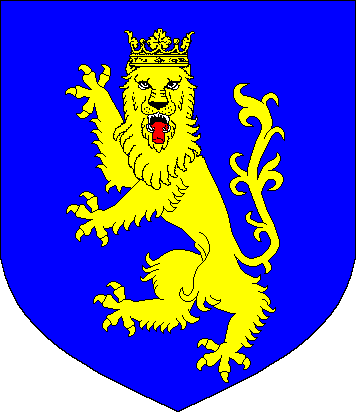
Stammwappen derer von Kevernburg

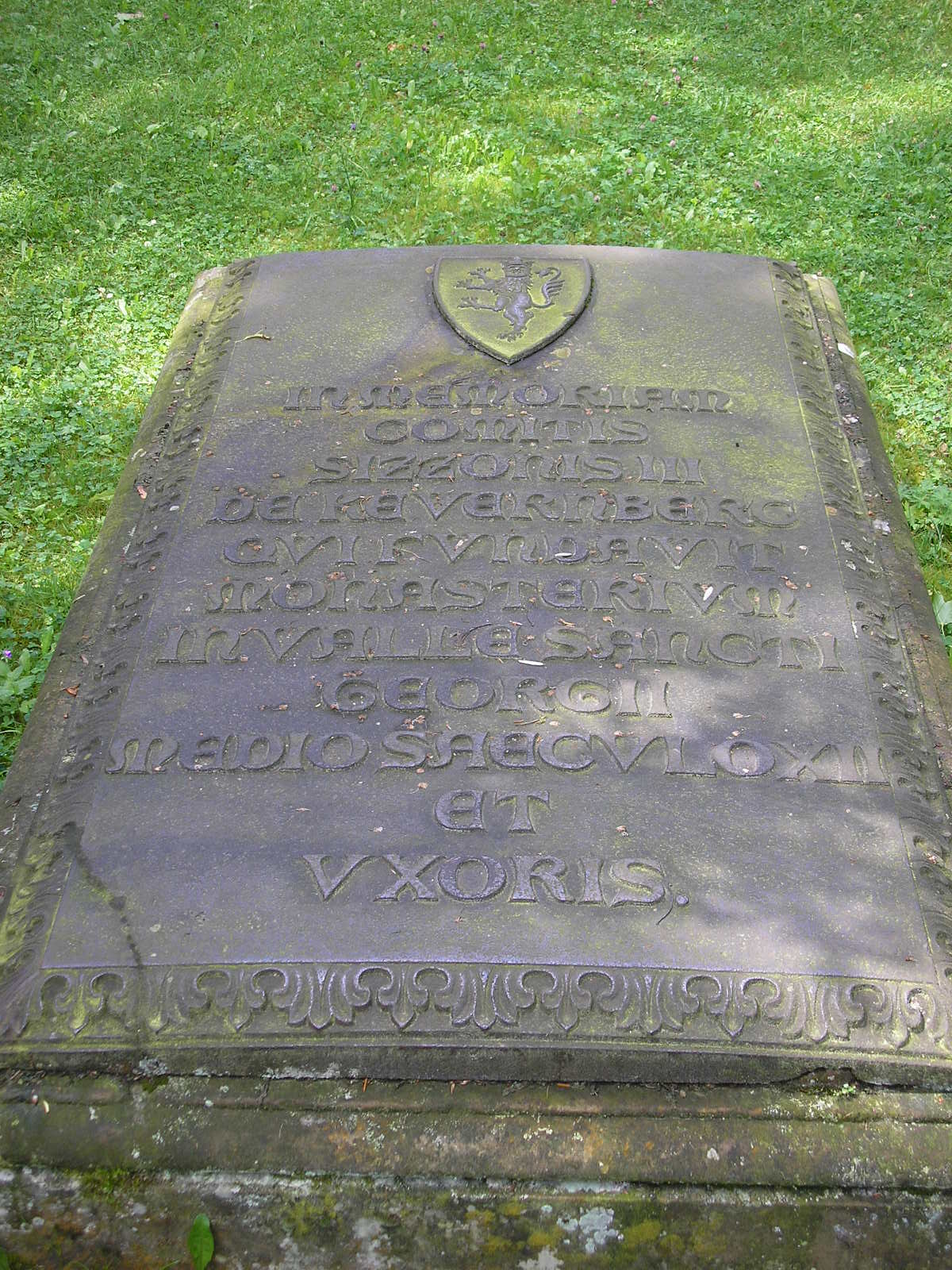
Gedenkplatte für Graf Sizzo III. von Kevernberg im Kloster Georgenthal

Die Grafen von Kevernburg, zeitgenössisch auch Keverburc, Keverenberc, Keverenberg und heute auch Käfernburg geschrieben, stammen von den Sizzonen ab. Das Geschlecht erlosch 1385.

## Familie
Zur Vorgeschichte siehe Sizzonen
Die Grafen von Kevernburg, die Grafen von Schwarzburg und die Grafen von Rabenswalde-Wiehe haben die Sizzonen als gemeinsame Vorfahren. Ihr namensgebender Stammsitz war die Kevernburg, die heutige Käfernburg bei Arnstadt. Die Grafen gehörten im frühen Mittelalter zum Thüringer Hochadel.
Sizzo III.  (* ca. 1093; † 1160) wurde 1103 erstmals erwähnt und nannte sich sowohl Graf von Kevernburg als auch Graf von Schwarzburg. Der Graf ist der Stammvater des Hauses Kevernburg-Schwarzburg. Sein Sohn Heinrich I. (* um 1130; † 1184) besaß die Schwarzburg, der andere Sohn Günther II. (* um 1135; † 1197) die Kevernburg, die Hälfte der Herrschaft Arnstadt und die Herrschaft Wiehe oder Rabenswalde. Günther II. war 1160 der Stifter des gräflichen Hauses Kevernburg. Nach dem Tode seines Bruders Heinrichs I. erbte Günther II. die Schwarzburg, und die Besitzungen waren wieder vereint. Sein Sohn Heinrich II. (* um 1150; † 1236) erbte die Schwarzburg, der andere Sohn Günther III. († um 1221) die Kevernburg. Günther IV. († um 1269), der Sohn von Günther III., war der Stifter der besonderen Linie Kevernburg. Parallel bildete sich noch die Linie Rabenswalde, weswegen die erstgenannte als besondere Linie Kevernburg bezeichnet wird. Bei dessen Enkeln entstanden dann aus der besonderen Linie Kevernburg die jüngere Linie Kevernburg (1280–1302) und die ältere Linie Kevernburg (1280–1385).
Die Bedeutung des Geschlechts im ostsächsisch-thüringischen Raum zeigte sich u. a. darin, dass sie zweimal den Erzbischof von Magdeburg stellen konnten. Die Kevernburger starben 1385 aus. Der letzte Graf war Günther IX. (XIV.) von Kevernburg, der während eines Kreuzzuges in Palästina ohne Nachkommen verstarb. Sein Landbesitz wurde von seiner Mutter, Gräfin Sophia von Schwarzburg, und seiner Ehefrau Mechthild am 29. Mai 1387 an Landgraf Balthasar von Thüringen verkauft. Dieser verpfändete Schloss und Herrschaft Kevernburg am 15. Juli 1394 an seinen jüngeren Bruder Wilhelm. Nach dem Aussterben der Landgrafen von Thüringen 1446 kamen die Gebiete an nahe Verwandte der Kevernburger, die Grafen von Schwarzburg, bei denen die größten Teile des Gebietes als Ämter Arnstadt und Gehren im Fürstentum Schwarzburg-Sondershausen bis zur Gründung Thüringens 1920 verblieben.

## Grafschaft Kevernburg

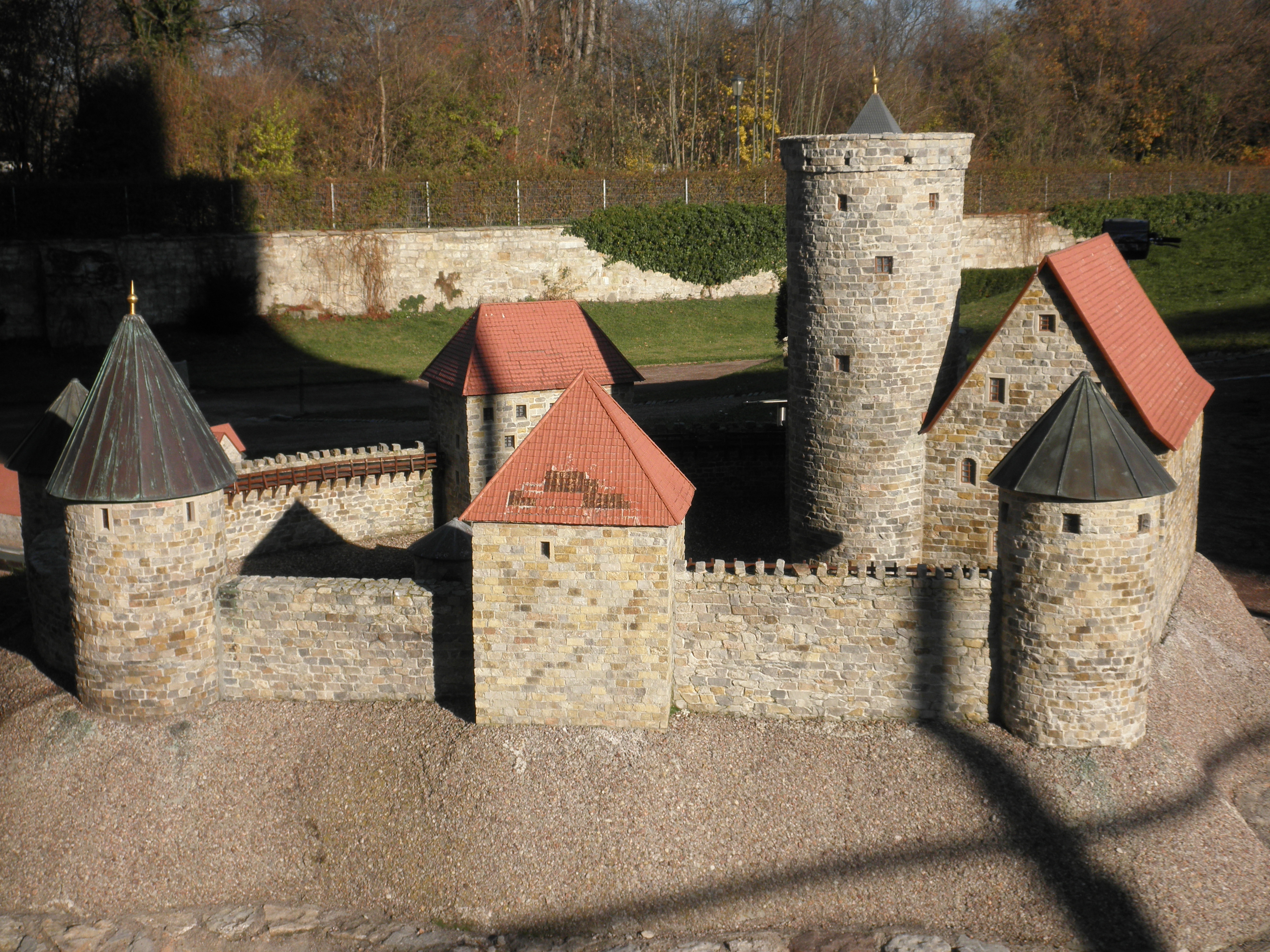
Modell der Käfernburg bei Arnstadt

Die Grafschaft Kevernburg war ein weltliches Herrschaftsgebiet im mittleren Thüringen, das vom frühen Mittelalter bis 1302 als eigenständiger Herrschaftsbereich bestand, als Graf Günther VIII. ohne männlichen Nachfahren verstarb. Zunächst fiel diese an dessen Schwiegersöhne Heinrich von Hohnstein und Otto IV. von Orlamünde, die Teile des Herrschaftsbereiches jedoch an die Grafen von Schwarzburg veräußerten.
Das Herrschaftsgebiet umfasste vor allem Ländereien um die Städte Arnstadt und Ilmenau im heutigen Ilm-Kreis sowie einige kleinere Enklaven, die in ganz Thüringen zwischen Rennsteig, Saale und Unstrut verstreut lagen. Benachbarte Grafschaften und Fürstentümer waren Schwarzburg, Gleichen, Henneberg und der Längwitzgau. Auch spielte das von Bonifatius gegründete Bistum Erfurt in der Frühphase eine Rolle. Stammsitz der Grafen von Kevernburg war die gleichnamige Kevernburg, heute Käfernburg genannt, südöstlich von Arnstadt nahe dem Ort Angelhausen-Oberndorf.  Die erste schriftlich überlieferte Erwähnung findet die Burg am 8. November 1141. Heute sind von der Burg kaum noch Reste der Grundmauern erhalten, jedoch existiert die dazugehörige Kirche noch. Sie dient heute als Dorfkirche von Oberndorf. Die Burgruine stellt ein Bodendenkmal dar. Ihre Mauern wurden im 16. Jahrhundert abgetragen und das Material zu Renovierungsarbeiten im Jahre 1661 am Arnstädter Schloss Neideck verwendet.
Als Ilmenau 1273 erstmals erwähnt wurde, waren die Kevernburger Herren über die Stadt. Sie verliehen ihr auch 1341 die Stadtrechte und das Recht, Münzen zu prägen. 1343 verkauften die Kevernburger die Stadt Ilmenau mit den dazugehörigen Ländereien und dem Küchendorf Oberpörlitz an die Henneberger.

## Wappen
Blasonierung: „Auf Blau ein nach vorn schauender silberner oder goldener gekrönter Löwe.“

## Vertreter
- Sizzo III. von Schwarzburg-Kevernburg (* 1093; † 19. Juni 1160),[2] Stammvater des Hauses Kevernburg-Schwarzburg
- Günther II. von Kevernburg (Schwarzburg) und Hallermund; (* 1129/35; † 1197),[3] Sohn von Sizzo III., Stifter der Linie Kevernburg
- Günther III. von Kevernburg (* um 1150; † um 1221),[4] Sohn von Günther II.
- Günther IV. von Schwarzburg († um 1269),[5] Sohn von Günther III., Stifter der besonderen Linie Kevernburg
- Albrecht I. von Kevernburg, 1205 bis 1232 Erzbischof von Magdeburg
- Wilbrand von Kevernburg, 1235 bis 1253 Erzbischof von Magdeburg